# نقد الملكية
إنّ نقد الملكية لا بدّ أن يحيلنا بالضّرورة على نقد الحكم الملكيّ باعتباره نوعا من أنواع الحكم المطلق، كما يمكنه أن يحيلنا على كونه نوعا من أنواع الحكم المقيّد، الّذي تتوارثه العائلات المالكة في بعض بلدان العالم. 
و يظلّ نقد الملكيّة، مع ذلك، وفي مختلف الحالات محدودا. إذ يعتبر الخطاب الانتقادي، خارج هذه الحدود، خطابا إجراميّا في كلّ البلدان، الّتي حافظت على النّظام الملكي المطلق، لكونه مساسا بحرمة صاحب الجلالة...
هذا وقد تعرّضت الملكيّات المطلقة ومبادئ تكريس الحقّ الإلهي للملوك إلى انتقادات حادّة في القرن الثامن عشر، عصر التنوير. وقد أدّت هذه الانتقادات إلى إعلان إلغاء الملكية في فرنسا في 21 سبتمبر 1792 ، وذلك خلال الثورة الفرنسية. كما أدّت في 4 جويلية 1776 إلى استقلال الولايات المتّحدة من نير الملكيّة البريطانيّة إثر قيام الثورة الأمريكية.
و هكذا استطاعت بعض البلدان أن تلغي الأنظمة الملكيّة وأن تعوّضها بأنظمة جمهورية، بينما غيّرت بلدان أخرى أنظمتها الملكيّة المطلقة بأنظمة دستورية مقيّدة.
.و من أنواع الأنظمة الملكيّة المختلفة، الّتي ما تزال قائمة حتّي الآن، في القرن الواحد والعشرين، في عدد من البلدان، يمكن أن نذكر:
الملكيّات المطلقة في: السعودية وبرونايو عمان وسوازيلاند والفاتيكان وقطر.
الملكيّات الدّستوريّة في: السويد والدانمارك واللكسمبورغ وهولندا والمغرب.
الملكيّاتت ذات النّظام البرلماني في: بريطانيا وإسبانيا وبلجيكيا والنرويج.
و سوف نرى أن كلّ هذه الدّول، عدا الفاتيكان، هي أعضاء في منظّمة الأمم المتحدة، وقد وقّعت صوريّا على وثيقة الإعلان العالمي لحقوق الإنسان، لكنّها لا تطبّقها، ولا تحترم البنود الّتي جاءت فيها، لأنّها تتعارض مع المبادئ المكرّسة لأنظمة الحكم المطلق والملكيّات الوراثيّة.

## تعارض الملكيّة معالإعلان العالمي لحقوق الإنسان
الأنظمة الملوكيّة عامّة لا تحترم عددا من بنود وثيقة الإعلان العالمي لحقوق الإنسان
لسنة 1948، وذلك لتعارض مبادئها السّلطويّة المطلقة مع ما جاء في البند الأوّل من هذا الإعلان، الّذي يقرّر صراحة:«يولد جميع النّاس أحرارا ومتساوين في الكرامة والحقوق.»
بينما تخوّل قواعد تولّي العرش في الأنظمة الملكيّة حقوقا وامتيازات خاصّة بأفراد العائلات الحاكمة وأمرائها، دون غيرهم من أفراد الرّعيّة، قصد المحافظة على العرش واستمراره في سلالاتهم.
كما تتعارض هذه الأنظمة الملكيّة لنفس الغرض مع البند السّابع من نفس الإعلان، والّذي جاء فيه «كلّ النّاس سواسية أمام القانون».
و لكي نتبيّن مدى تعارض هذه الأنواع من الأنظمة الملكيّة مع مختلف المواثيق الدّوليّة، المكرّسة لحقوق الإنسان في الحرية والمساواة بين الأفراد في كافّة الميادين، السّياسيّة منها والاجتماعيّة والثّقافيّة، فإنّه علينا أن نركّز على المبادئ الّتي انبنت عليها هذه الأنظمة بالذّات:
ذلك أنّ الأنظمة الملكيّة المطلقة لا تفريق فيها بين السّلطات المختلفة، الّتي تسوس المجتمع. ولذا يستحيل في كنفها تساوي الأفراد أمام القانون.
و أنّ كلّ من ينتقد من رعاياها السّلطة القائمة في شخص الملك، يمكنه أن يعرّض نفسه للتّتبّعات العدليّة بجريرة المساس بصاحب الجلالة. بالإضافة إلى أنّ سلطة العفو المخوّلة لعدد من ملوك الإطلاق تمكّنهم من إبطال أيّ حكم صادر عن العدالة في بلدانهم. مثل ما حصل مؤخّرا مع محمّد السّادس والعفو الملكي في المغرب، وقضية العفو الملكي عن مغتصب الأطفال .

 شكلت القضية اختبارا صعبا للمؤسسة الملكية في المغرب، التي سوئلت بطريقة مباشرة حول تدبيرها للملف، وخلقت نقاشا عموميا حول إشكالات السلطة واستقلال القضاء والحكامة الأمنية في المغرب.
«دانييل غالبان بينيا»، المقترف لجريمة اللّواط، والصّادر في حقّه حكما سابقا بنفس التّهمة...
كما تتعارض الملكيّات المطلقة في هذا الصّدد مع الفصل 21 من الإعلان العالمي لحقوق الإنسان لسنة 1948، والّذي جاء في بنوده ما يلي:
1ـ«لكلّ فرد الحقّ في الاشتراك في إدارة الشّؤون العامّة لبلاده، إمّا مباشرة أو بواسطة ممثّلين يُختارون اختيارا حرّا.»
2ـ لكلّ شخص نفس الحقّ الّذي لغيره في تقلّد الوظائف العامّة في البلاد.
3ـ إنّ إرادة الشّعب هي مصدر سلطة الحكومة. ويُعبّر عن هذه الإرادة بانتخابات نزيهة دوريّة، تُجرى على أساس الاقتراع السّرّي، وعلى قدم المساواة بين الجميع، أو حسب أيّ إجراء مماثل يضمن حرّيّة التّصويت."
و هذه البنود الثّلاثة تتعارض مع المبدأ المعمول به في كلّ الملكيّات الوراثيّة، الّتي يمنع فيها أفراد الرّعيّة من اعتلاء سدّة العرش، عدا وليّ العهد، الموكول له وحده بالحفاظ على أستمراريّة الحكم في نفسالسلالة الملكيّة الحاكمة...

## تعارض الملكيّة مع العهد الدولي الخاص بالحقوق المدنية والسياسية
العهد الدولي الخاص بالحقوق المدنية والسياسية هو (بالإنجليزية: International Covenant on Civil and Political Rights (ICCPR))‏و هذا العهد يتعارض مع الملوكية فمثال: ضرورة مبدأ وجود وليّ للعهد من أمراء الأسر الوراثيّة المالكة تمنع أيّ فرد غيره من الرّعايا، الّتي تشملهم هذه الملكيّات، من الوصول إلى سدّة الحكم. وتمنعه بالتّالي من التّمتّع بحقّه المعلن عنه في الفصلين الأوّل والخامس والعشرين من العهد الدولي الخاص بالحقوق المدنية والسياسية.
حيث جاء فيهما:
الفصل 1:
«لجميع الشّعوب حقّ تقرير مصيرها بنفسها. وهي بمقتضى هذا الحقّ حرّة في تقرير مركزها السّياسي، وحرّة في السّعي لتحقيق نمائها الاقتصادي والاجتماعي والثّقافي.»

الفصل 25:
1)"لكلّ فرد الحقّ في الاشتراك في إدارة الشّؤون العامّة لبلاده، إمّا مباشرة وإمّا بواسطة ممثّلين يُختارون اختيارا حرّا.

2) لكلّ شخص نفس الحقّ الّذي لغيره في تقلّد الوظائف العامّة في البلاد.
3)إنّ إرادة الشّعب هي مصدر سلطة الحكومة. ويُعبّر عن هذه الإرادة بانتخابات نزيهة دوريّة، تُجرى على أساس الاقتراع السّرّي، وعلى قدم المساواة بين الجميع، أو حسب أيّ إجراء مماثل يضمن حرّيّة التّصويت."

## تعارض الملكيّة مع ميثاق الحقوق الأساسيّة للاتّحاد الأوروبّي
(بالإنجليزية: Charter of Fundamental Rights of the European Union)‏
يظهر تعارض الأنظمة الملكيّة، المطلقة والوراثيّة، مع ميثاق الحقوق الأساسيّة لالاتحاد الأوروبي في أنّ بعض هذه الأنظمة ما تزال تحافظ على قواعد توريث العرش للولد البكر من السّلالة وحرمان الإناث منها، كما هو الحال في اليابان وفي كلّ الملكيّات الّتي تكرّس الإسلام دينا للدّولة، مثل السعودية والأردن والمغرب...
أمّا البنود الّتي تتعارض مع مبادئ هذه الأنظمة الملوكيّة من ميثاق الحقوق الأساسيّة لالاتحاد الأوروبي فقد نصّ عليها الفصل الواحد والعشرين، الخاص بعدم التّمييز بين الأفراد في المجتمع، فقد جاءت بنوده بما يلي:
'البند21: يمنع التّمييز بين الأفراد في المجتمع بسبب الجنس أو العنصر أو اللّون، أو بسبب الأصول العرقيّة أو الاجتماعيّة، أو بسبب الخصوصيّات الجينيّة، وكذلك بسبب اللّغة أو الدّين أو المعتقد، أو بسبب التّوجّهات السّياسيّة وغيرها من الآراء، كما يمنع التّمييز بين الأفراد بسبب الانتماء إلى أقلّيّة قوميّة، أو بسبب الثّراء أو المولد، وكذلك بسبب الإعاقة أو السّنّ أو الميول الجنسيّة للأشخاص.

البند 23: و هو خاص بالمساواة بين الذّكور والإناث: يجب ضمان المساواة بين الرّجال والنّساء في كافّة الميادين."

## ثروات العائلات المالكة
أثرت بعض العائلات المالكة في عدد من بلدان المعمورة ثراء فاحشا على حساب رعاياها المقلّين.
و قد أوردت المجلّة الأمريكيّة «فوربس» في عددها الصّادر سنة 2010 ترتيبا إحصائيّا لثروات أغنى الملوك والأمراء في العالم.
و هذه قائمة أغنى ملوك العالم حسب التّرتيب التّنازلي لثرواتهم:

## الشّرعيّة الحالية للعائلات المالكة
إنّ الطريقة، الّتي يرتقي بها الملوك في العائلات الوراثيّة سدّة الحكم لا ترضخ لأيّ مبدإ من مبادئ الديمقراطية في عصرنا هذا، خاصّة مبدأ انتخابهم من طرف الشّعوب الّتي يحكمونها انتخابا سرّيّا عامّا، يبرّر شرعيّتهم في تولّي السّلطة
ذلك أنّ الارتقاء إلى العرش في هذه العائلات الملكيّة الحاكمة لا يكون إلاّ بتوارث التّاج جيلا عن جيل عن طريق ولاية العهد.
و لذا فإنّ عددا من هذه العائلات في العالم معرّضة الآن للطّعن في شرعيّة حكمها لبلدانها.
و من هذه العائلات يمكن أن نذكر بعض الأمثلة للتّدليل لا الحصر:

### العائلة المالكة فيبلجيكا
فقد تقدّم «النّادي الجمهوري البلجيكيّ» بعريضة  إلى البرلمان الأوروبّي في شهر مارس 2008 للطّعن في استحقاق العائلة المالكة لهذا البلد لتولّي الحكم فيه. وقد بيّنت تلك العريضة بكلّ وضوح تعارض هذه الأنظمة الوراثيّة المالكة، لا في بلجيكا وحدها، بل في مجموع بلدان القارّة، مع عدد من المواثيق الدّوليّة المنظّمة للدّيمقراطيّة. ومنها الإعلان العالمي لحقوق الإنسان والاتّفاقيّة الأوروبيّة لحقوق الإنسان وكذلك ميثاق الحقوق الأساسيّة للاتّحاد الأوروبّي والعهد الدّولي الخاص بالحقوق المدنيّة والسّياسيّة...

### العائلة المالكة فيإسبانيا
و في شبه الجزيرة الإيبيريّة تعرّضت أيضا شرعيّة الملك خوان كارلوس الأول، المتصدّر للعرش في هذه البلاد إلى الطّعن. كما تعرّضت عائلته عامّة إلى الانتقاد والتّشهير، وذلك بسبب حياة البذخ، الّتي تعيشها هذه العائلة ولتبذيرها الأموال الّتي تحصل عليها مكن ميزانيّة الدّولة في الوقت الّذي تمرّ فيه البلاد بأزمة اقتصاديّة حادّة يعاني الشّعب الكادح تبعاتها.
هذا بالإضافة إلى الفضائح الأخلاقيّة وقضايا الرّشوة والفساد، الّتي شملت عددا من أفراد هذه العائلة المالكة. ومن ذلك قضيّة«نيّوس»، الّتي تمّ فيها اختلاس 6.5 مليون يورو، تورّطت فيها ابنة الملك الأولى وزوجها الأمير.
كما تورّطت ابنة الملك الثّانية كريستينا دو بربون قرسيا، التّي اتّهمها القاضي بالما دو مايورك بالاستيلاء غير الشّرعي على أموال الحق العام.
و قد سبّبت هذه القضايا والفضائح صدمة كبيرة للشّعب الإسباني المتتبّع لكلّ هذه الأحداث المسيئة للسّمعة والمحبّطة للآمال.

### العائلة المالكة فيالمغرب
الطّعن في شرعيّة العائلات المالكة، وقضايا التّبذير والفساد المنسوبة لها في أوروبا، لم تسلم منها عدّة عائلات وارثة للحكم وخاصتا على إثر الأحداث الّتي اندلعت في بلدان الرّبيع العربي ومن هذه الطّعون ما يتعرّض له محمّد السّادس ملك المغرب، والشّعارات التي نادت بها حركة 20 فبراير 2011 في المغرب، وفي مقدّمتها «الكرامة للجميع». تهدف إلى ما سمته استعادة كرامة الشعب المغربي. تعني أساسا المساواة بين أفراد الشّعب في الحقوق والواجبات، تلك الّتي نادى بها الإعلان العالمي لحقوق الإنسان، وبقيةّ المواثيق الدّوليّة الخاصّة بالحقوق السّياسيّة والمدنيّة.
و ليس أدلّ على ذلك ممّا جاء في الباب الرّاجع لمصاريف الملك وعائلته من ميزانيّة الدّولة. فهذا الباب المخصّص للقصر يفوق في مجمل حسابه موازين أربع وزارات حسّاسة من نفس موازنة سنة 2014: هي الصّحّة والتّربية الوطنيّة والشّباب والرّياضة والثّقافة.
فقد خصّص للملك في هذه الميزانيّة ما قيمته 240 مليون يورو تقريبا.
بالإضافة إلى ما خصّص لمصاريف القصر البالغة وحدها 46 مليون يورو بل وتزيد. وبذلك يتغوّل هذا الباب الخاص بمصاريف العائلة المالكة على ما يقارب 2 % من ميزانيّة الدّولة، مع ملاحظة أنّ هذه المصاريف قد عرفت في السّنوات الأخيرة زيادة مطّردة بحوالي 55 في المئة بالنّسبة إلى ما كانت عليه سنة 2001.
مع العلم أنّ محمّد السّادس، الّذي ينعت بملك الفقراء والمحتاجين، تأتي ثروته في الرّتبة السّابعة. ضمن قائمة ثروات العائلات المالكة في العالم، حسب الاحصائيات الّتي نشرتها المجلّة الأمريكيّة «فوربس» سنة 2010، بينما شعبه يرزح تحت عبء الخصاصة والمسكنة....

## وصلات خارجية
- صفحة الإعلان العالمي لحقوق الإنسان في موقع الأمم المتحدة